# Johann Puch Museum Graz
Il Johann Puch Museum Graz è un museo della città di Graz nella Stiria e si trova nel sito storico della prima Werke di Johann Puch. È un museo dell'azienda Puch-Werke, come iniziativa privata. È dal 2012 nella autentica Halle della Fabrikshalle Johann Puch.

## Storia
Il museo prende origine da una iniziativa avviata in occasione della Capitale europea della cultura 2003, che fu la città di Graz.
Fan, collezionisti e dipendenti della Steyr-Daimler-Puch AG espongono gli esemplari. Così come la MAGNA STEYR Fahrzeugtechnik AG & Co KG, dal 2001 origine della S-D-P AG. Magna oggi è il maggior sponsor del museo. Il museo si basa su un'associazione. Direttore è Karlheinz Rathkolb.

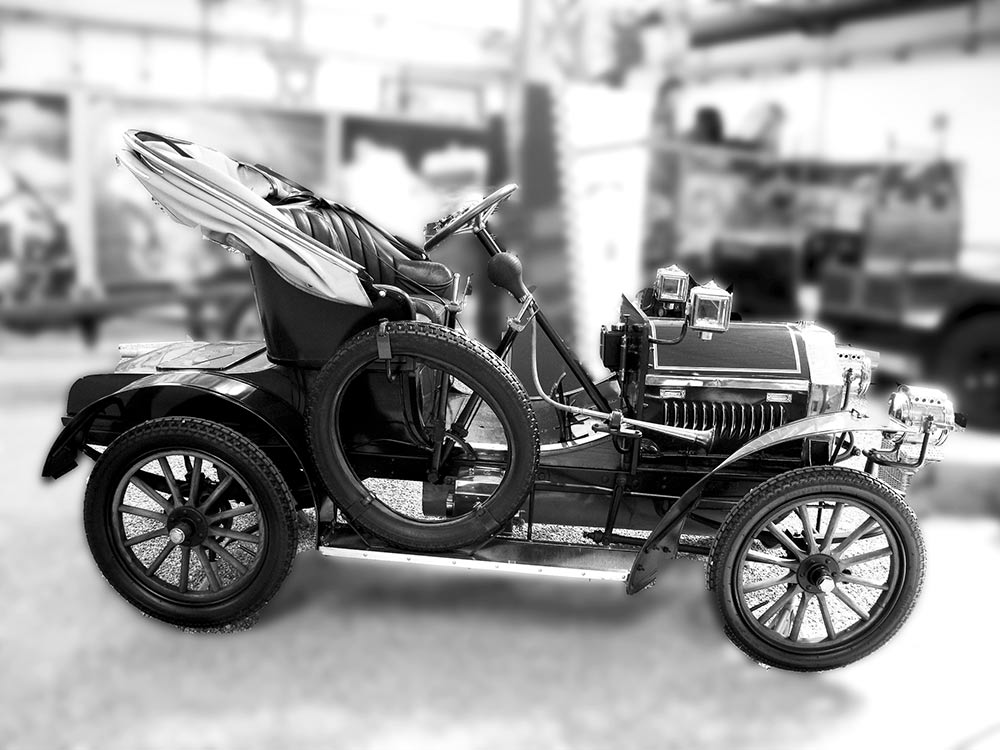
Puch Voiturette del 1906
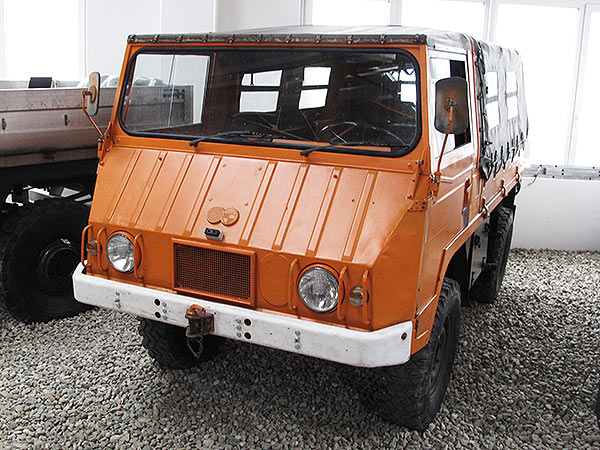
Steyr-Puch Pinzgauer (Prototipo)

### 2003-2007
Nel 2002 alcuni entusiasti come della provincia di Graz, di Liebenau (Graz) e Puntigam decisero di realizzare, il Puch-Museum. Il sito disponibile fu il padiglione vendite della Lancia-Fiat, nel sito storico della Steyr-Daimler-Puch AG e nella periferia della „Einser-Werkes“ di Johann Puch.
Il 22 aprile 2003 il padiglione fu aperto. Alla fine dello stesso anno venne annessa la Halle C. Si sarebbe avuta così a disposizione una notevole superficie espositiva, dopo averla messa in sicurezza. Nel 2007 venne ristrutturata.
Il 20 gennaio 2006 il consigliere comunale Gertrude Schloffer annuncia l'apertura del padiglione.
Venne presa in considerazione successivamente la sua attuale sede nella Halle P dal consiglio comunale di Graz.
Negli anni gli appassionati privati, ex dipendenti e „Puchianern“, hanno completato il museo.

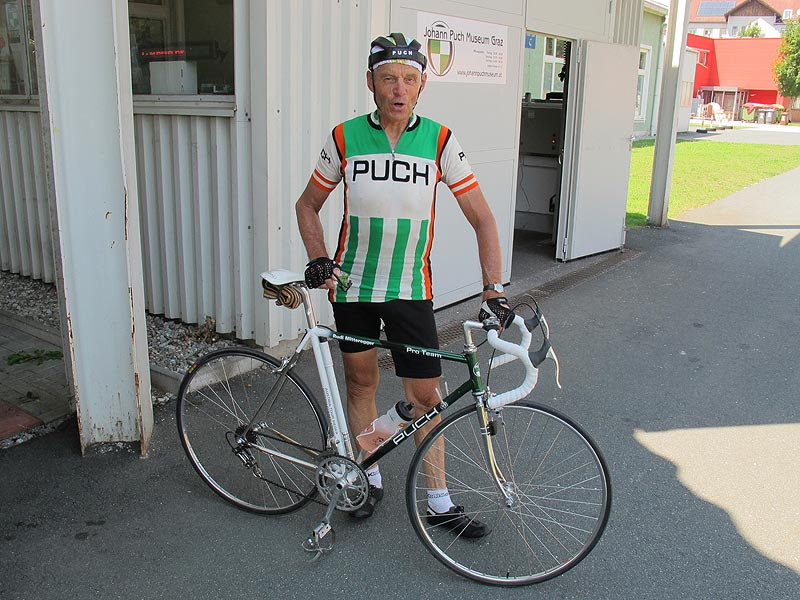
Il "re del cronometro" Rudi Mitteregger al museo
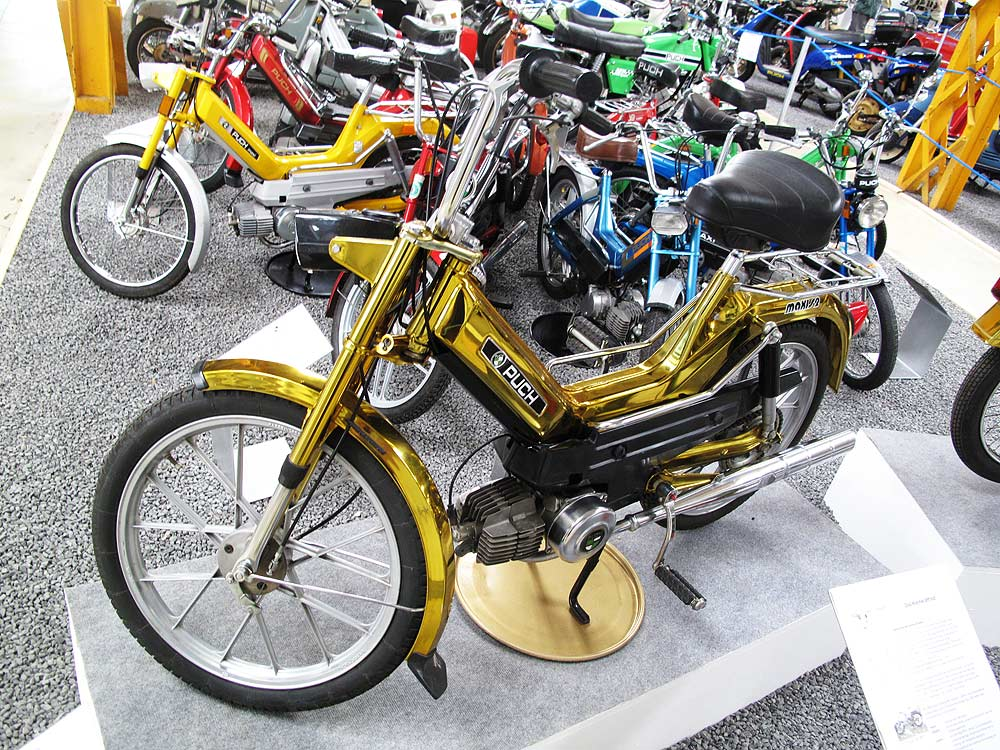
Puch Maxi S2, prodotto in tre milioni di esemplari
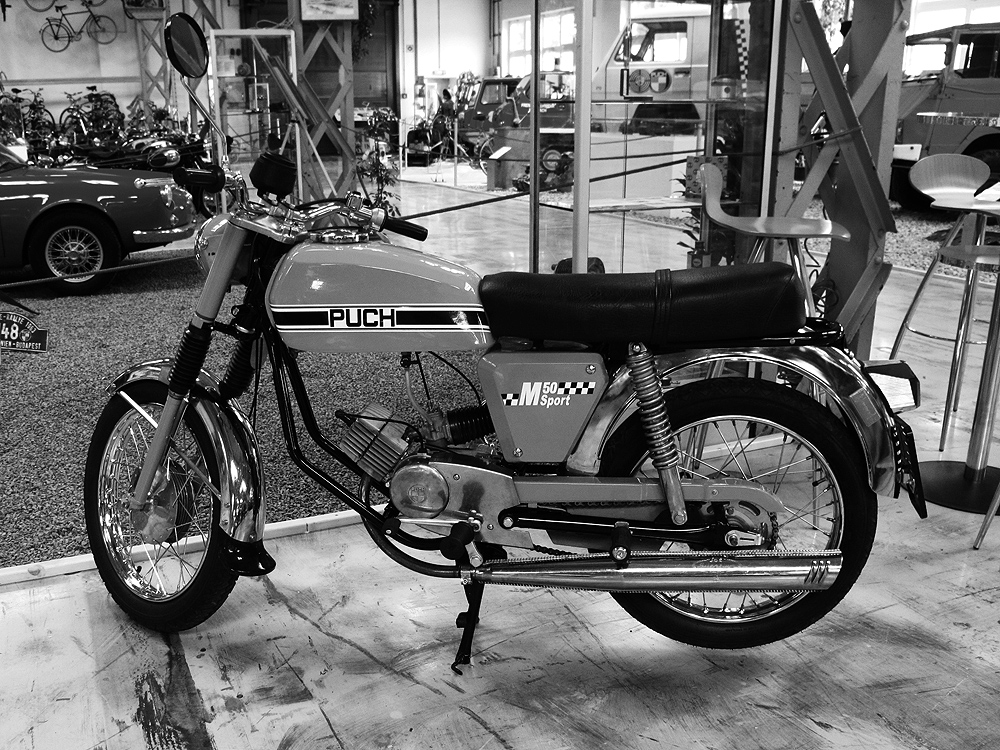
Moped Puch M 50 Sport
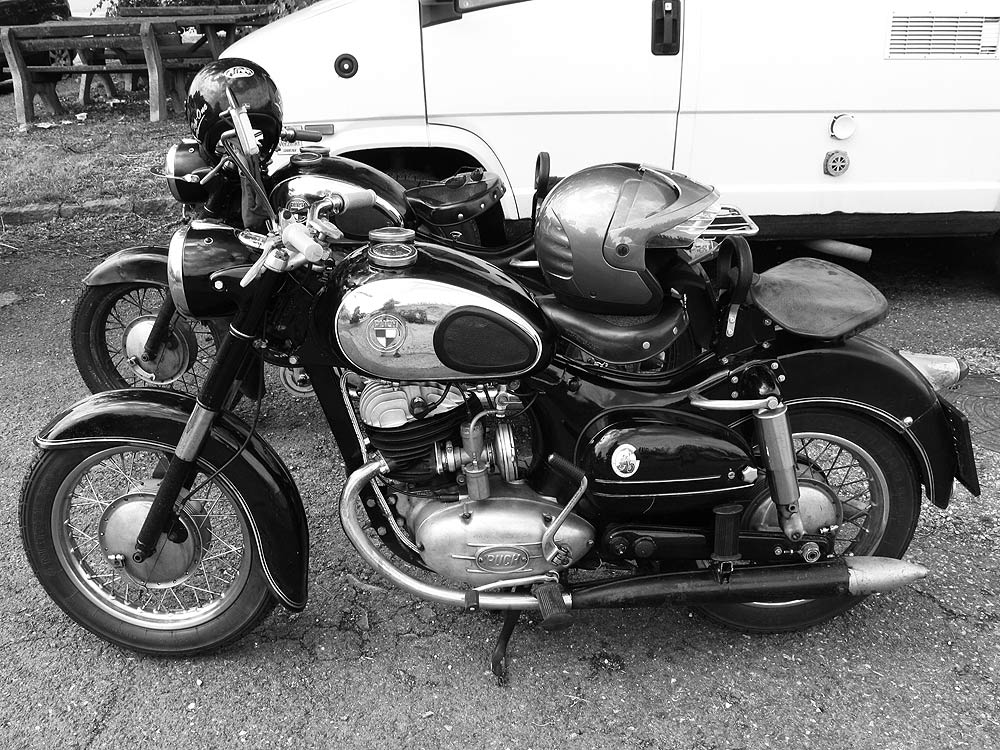
Puch 250 SG

### 2008-2011
Il passaggio dal padiglione della Halle C è stato un grosso passo verso il sito storico. Hans Jörg Borstnar ebbe qui il suo diploma di lavoro nel 1985. Dal 2012 la sede è nella Halle P che si trova di fronte alla Halle C. In mezzo rimaneva la Halle A („Alte Repa“, già „Reparaturwerk“, riparazioni), non più esistente.
Questa in sintesi la struttura del complesso con vicino il Grazer Mühlgang, un canale non più attivo. Questo canale che proveniva dal fiume Mur non è più utilizzato; fino al 1977 serviva una dozzina di aziende con mulini ad acqua.

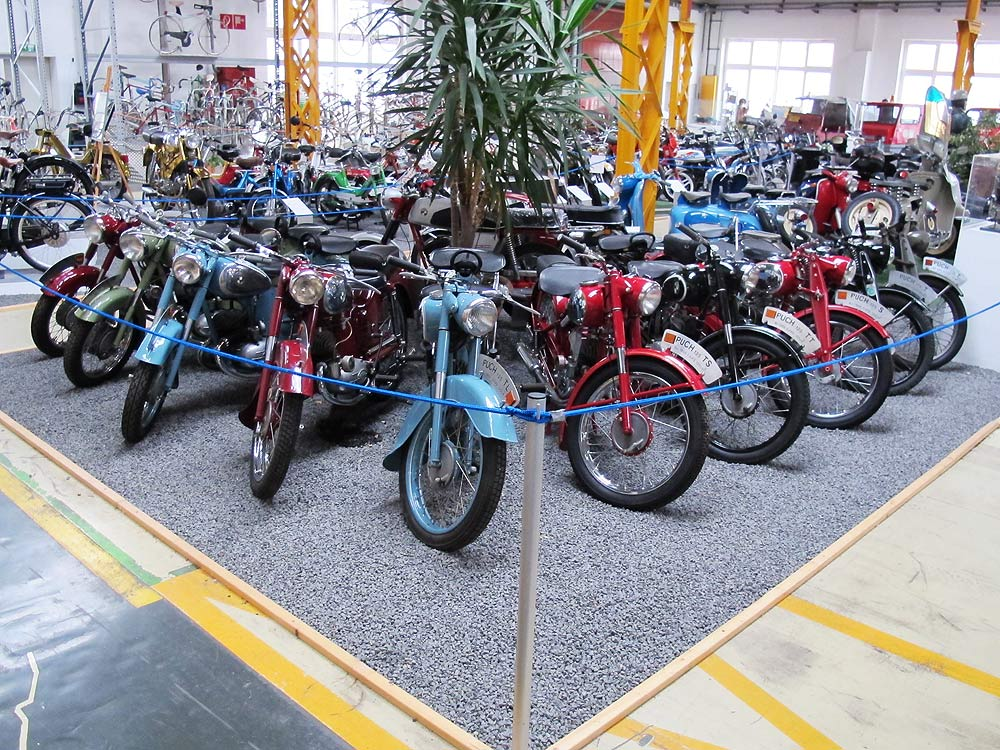
Collezione di Puch 125
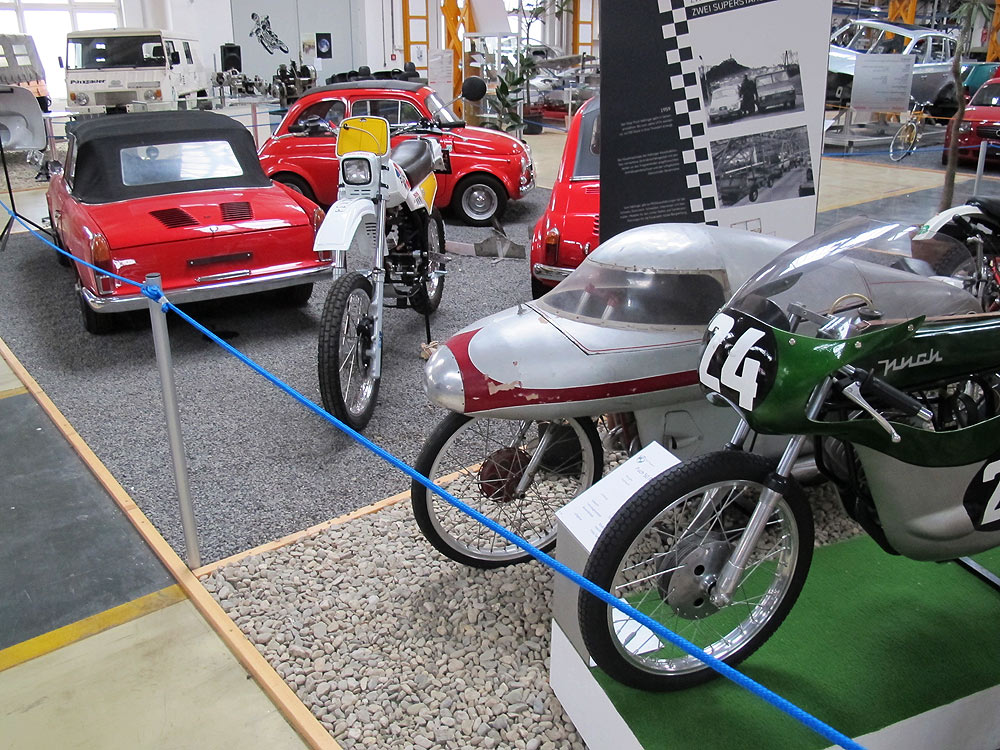
Rarità Steyr-Daimler-Puch AG

### Dal 2012
Dal gennaio 2012 il museo giace nella Halle P dopo quaranta giorni di trasloco dalla Halle C del sito Puch, su una superficie di 2.900 m². Questo specifico punto della fabbrica è storico, in quanto Johann Puch vi lavorò personalmente e furono create tra le altre cose, la Puch Alpenwagen, la Steyr-Puch Pinzgauer, cento anni di prodotti Puch.
Relazionato al sito vi è il parco tecnologico IPG (Innovationspark Graz Puchstraße GmbH), MAGNA STEYR sponsorizza l'iniziativa.